# Maria Santissima della Libera

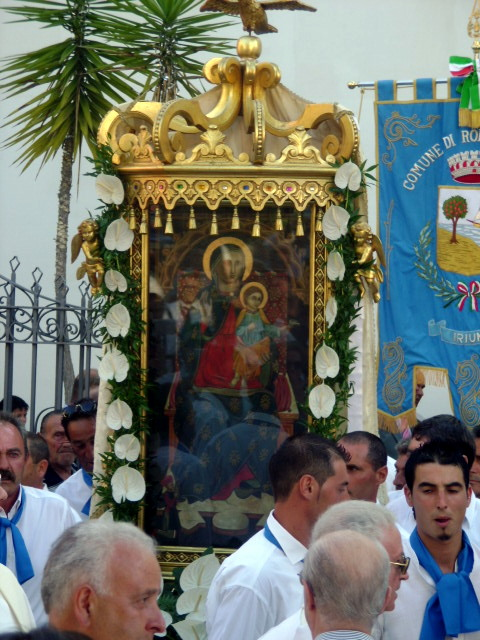
L'icona sacra della Madonna della Libera portata in processione a Rodi Garganico durante la festa patronale

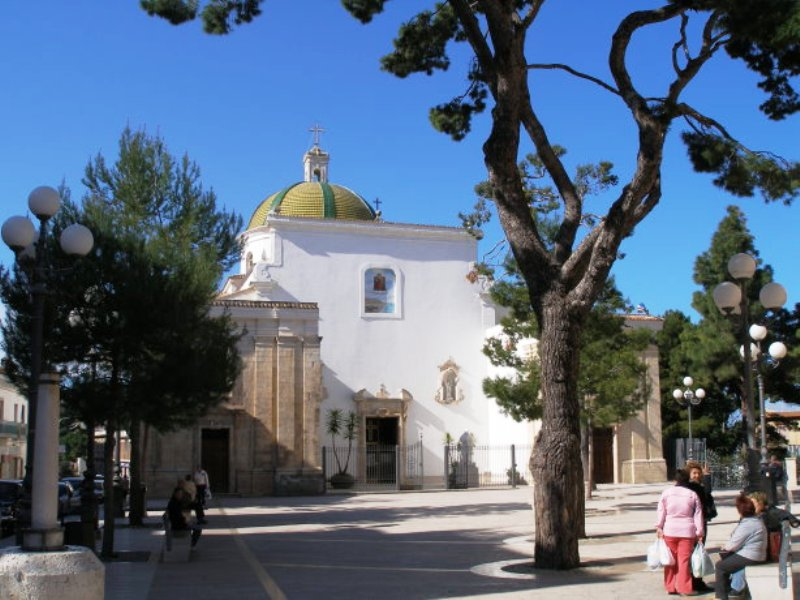
Il Santuario della Madonna della Libera (Rodi Garganico)

Maria Santissima della Libera o Madonna della Libera è un titolo tradizionale con il quale la Chiesa cattolica venera Maria, madre di Gesù. Non è presente nel martirologio romano e quindi non ha nell'anno liturgico una festa specifica, trattandosi di un titolo associato a diverse feste mariane in base alle consuetudini locali e alla storia dei singoli santuari.

## Storia
La Madonna della Libera apparve il 2 luglio 663 a Benevento e liberò, appunto, la città dall'assedio dell'imperatore bizantino Costante II. La Madonna apparve con la croce impressa sul palmo della mano: caratteristica che divenne il segno distintivo della Madonna della Libera ricorrente in ogni sua raffigurazione.
Famosa e oggetto di devozione da un gran numero di fedeli è l'icona bizantina raffigurante la Madonna della Libera che fu trafugata dai Veneziani nel 1453 a Costantinopoli. La sacra icona è tuttora conservata nell'omonimo santuario a Rodi Garganico, paese dove, come vuole la tradizione raccontata dallo storico De Grazia, miracolosamente si arenò durante il trasporto. In seguito a tale evento la Madonna della Libera divenne patrona del piccolo paese del Gargano, dove da allora ogni 2 luglio se ne celebra la solennità. Circa trent'anni fa l'antica chiesa di Rodi Garganico dedicata alla Madonna della Libera fu dichiarata santuario.
Una statua della Vergine andò a finire nel XV secolo in Molise, a Cercemaggiore, dove fu eretto un santuario (1456-1492).
La Madonna della Libera era molto venerata da padre Pio da Pietrelcina, il quale soleva chiamarla "La Madunnella nostra", in riferimento al culto molto diffuso a Pietrelcina, dov'era festeggiata ogni prima domenica d'agosto.
Il culto alla Madonna della Libera è molto sentito anche a Maiori (SA), dove vi è una piccola cappella dedicata a lei e a san Gregorio Magno. La ricorrenza cade il Lunedì in Albis.
Molto vivo è il culto della Madonna della Libera anche a Moiano (BN) dove ancora oggi la processione, che si tiene nella giornata dell'otto settembre, richiama fedeli da tutti i comuni del circondario. La Madonna della Libera di Moiano fu "incoronata" nel 1914 ed è una delle 150 Madonne nere censite nel territorio nazionale.
Radicato è il culto della Madonna della Libera ad Aquino venerata nella chiesa monumentale in stile romanico a lei dedicata. La ricorrenza cade la prima domenica di ottobre e richiama alla processione una moltitudine di fedeli del circondario e della diocesi dato che esso rappresenta uno dei santuari della stessa.
La Madonna della Libera si venera a Carano (Sessa Aurunca) in provincia di Caserta in un antico santuario meta di pellegrinaggi.
La festa si svolge la prima domenica di maggio.
A Filetto, in Abruzzo, vi è un santuario dedicatole, che la festeggia il 21 novembre. Nella stessa data viene festeggiata anche a Ortona e, in Puglia, a Lucera.
Una frazione di Castellammare di Stabia in onore della stessa vi porta il proprio nome ed è Madonna della Libera, la ricorrenza patronale vi è festeggiata il 18 giugno.

## Iconografia
L'iconografia usata per rappresentare la Madonna della Libera è caratterizzata da una simbologia fortemente legata alla lotta e alla liberazione: la Vergine è spesso seduta su un trono con, sul grembo, il Bambino (nel sacro quadro conservato nel santuario di Rodi il Bambino gioca con una colomba trattenuta da un filo). Sul collo della Madonna è impresso il simbolo della croce, presente anche sul palmo della mano destra, benedicente.

## Ricorrenza
L'onomastico lo si festeggia in giorni differenti, in base alla tradizionale locale, e lo festeggiano le persone che portano il nome di: Libera, Liberata, Maria Libera e Maria Liberata (anche se esiste Santa Liberata, la cui festa liturgica si celebra l'11 gennaio o il 20 luglio). A Rodi Garganico il quadro della madonna e accompagnato dalle statue di 15 santi tra cui il patrono San Cristoforo.

### Madonna della Libera di Pratola Peligna

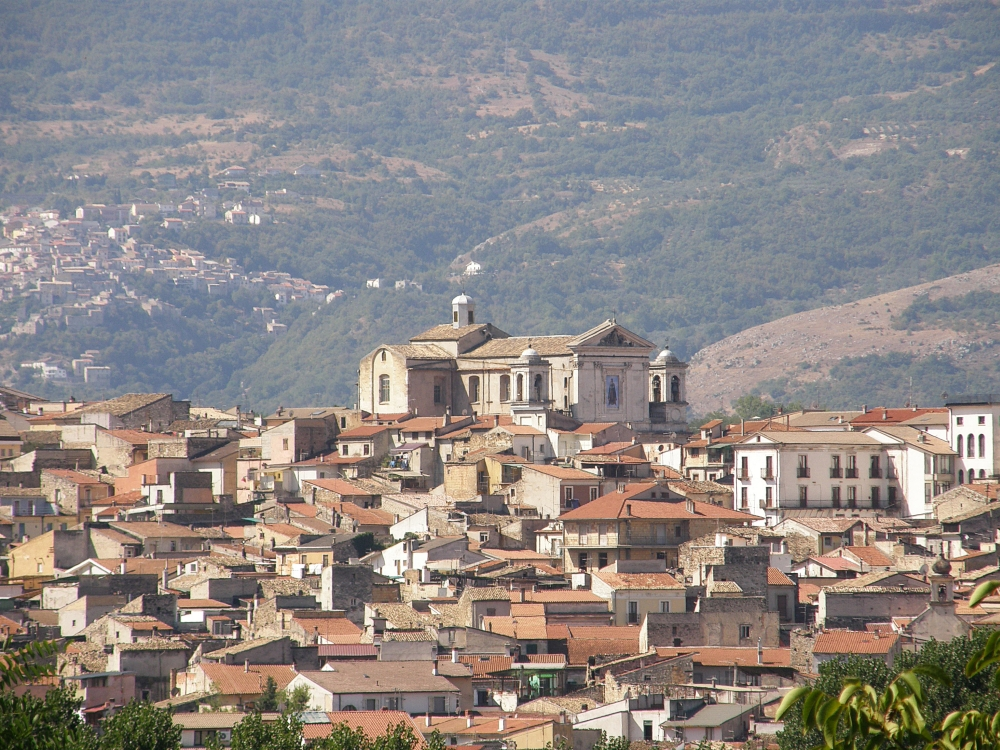
Veduta di Pratola con il santuario

La leggenda racconta che un'icona votiva quattrocentesca della Madonna fu rinvenuta nel XVI secolo da un contadino pratolano durante un'epidemia di peste. Il contadino implorò la Madonna di stornare il flagello, e fu esaudito. L'icona fu portata nel centro di Pratola e messa in una prima cappella. Nel 1851 fu iniziato il nuovo santuario per favorire maggiore affluenza di fedeli, e fu consacrato nel 1912; in stile neoclassico con pianta a basilica latina. Presso gli altari interni si trovano l'icona rinascimentale della Madonna con i pellegrini e la statua processionale del 1741, costruita dai monaci della Badia Morronese di Sulmona.
La festa della Madonna della Libera si svolge la prima domenica di maggio.